# Natrijev cianoborohidrid
Natrijev ciaonoborohidrid (formula NaBH3CN) je trda snov, ki nastane kot stranski produkt pri proizvodnji natrijevaga hidrida in je strupena in zdravju škodljiva snov.

## Fizikalne lastnosti
Snov je potrebno obvarovati pred: vročino, ognjem, vžigalnimi napravami, vodi, vlažnim zrakom, močnimi kislinami in močnimi oksidanti. Močne kisline na Natrijev cianoborohidridu sproščajo vodikove cianide. Sproščanje Natrijevega cianoborohidrida povzroča izpust vodikovega cianida v ozračje, zato moramo biti pozorni pri odpiranju zabojnikov, kjer je snov notri. 
Tudi čeprav je struktura molekule NaBH3CN (Natrijev ciaonoborohidrid) vodno občutljive, se lahko uporablja za nastopanje reakcijev v vodnem okolju.

## Ugotovitve o nevarnih lastnostih
Napotki za nevarnost
Nevarno za okolje, zelo strupeno, zelo vnetljivo, zelo strupeno pri vdihavanju, stiku s kožo in zaužitju, pri stiku s kislino se sprošča zelo strupen plin.
Druge nevarnosti za ljudi in okolje
Povzroča opekline, zelo strupeno za vodne organizme, lahko povzroča dolgotrajne škodljive učinke na vodno okolje.

## Ukrepi za prvo pomoč
Zaužitje
Če je oseba pri zavesti, izperite ustno votlino z vodo in takoj pokličite zdravnika, ne povzročajte bljuvanja.
Vdihovanje
Pojdite na svež zrak, če oseba ne diha ji dajte umetno dihanje, če je dihanje oteženo ji dajte kisik.
Stik s kožo
Izpirajte z obilo vode vsaj 15 minut, odstranite vsa oblačila, ki so prišla v stik s snovjo, pokličite zdravnika.
Stik z očmi
Izpirajte z obilo vode vsaj 15 minut, pomagajte si s prsti in odmaknite veke od zrkel.

## Ukrepi ob požaru
Posebne nevarnosti
Vnetljivo, v stiku z vodo se sprošča vodikov plin, ki je zelo vnetljiv in eksploziven, v prahu možnost eksplozije.
Primerna sredstva za gašenje
Gasilni aparat na prah, ne uporabljajte vode
Posebna zaščitna oprema za gasilce
Zaščitna obleka, namestitev dihalnega aparata.

## Ukrepi ob nezgodnih izpustih
Previdnostni ukrepi ob izlivu
Evakuirajte območje, izključite vse povzročitelje užiga, uporabljajte orodja, ki se ne iskrijo.
Previdnostni ukrepi, ki se nanašajo na ljudi
Oblečite zaščitno obleko, gumijaste čevlje in gumijaste rokavice.
Metode čiščenja
Pokrite s suhim apnom, peskom ali sodo bikarbono, postavite v pokrit zaboj, izogibajte se dvigovanja prahu, prezračite območje previdno pometite ostanke in izperite z vodo.

## Ravnanje z nevarno snovjo/pripravkom in skladiščenje
Ravnanje
Ne vdihujte praha, pazite da ne pride v oči, na kožo ali obleko, izogibajte se vsem kontaktom, odprite pazljivo.
Skladiščenje
Imejte močno zaprto, čuvajte stran od vročine, isker, ognja ter vode.
Posebne zahteve
V embalaži se lahko razvije pritisk, odpirajte previdno. Higroskopski. Rokovanje in skladiščenje pod neaktivnim plinom.

## Nadzor nad izpostavljenostjo/varnost in zdravje pri delu
Tehnični nadzor
Varnostni tuš in kopel za oči, neiskreče orodje, maska proti hlapom.
Osebna zaščitna oprema
Uporabljajte plinske maske, testirane in odobrene s strani ustreznih standardov (CEN). Če je maska edino sredstvo zaščite, uporabite masko za celi obraz. Uporabljajte ustrezne kemično odporne rokavice. Uporabite zaščitna očala in ščit za obraz.
Splošni higienski ukrepi
Pred ponovno uporabo operite oblačila, zavrzite kontaminirano obutev.

## Obstojnost in reaktivnost
Obstojnost
Obstojno. Neobstojno v stiku z vlažnim zrakom ali vodo. Preprečite kontakt z vodo, kislino in oksidatorji.
Škodljivi stranski produkti pri razgradnji
CO, CO2, dušikovi oksidi, vodikov cianid, borovi oksidi, eksploziven vodikov plin.

## Toksikološki podatki
Stik s kožo
Povzroča opekline, pri absorpciji skozi kožo je lahko usodno.
Stik z očmi
Povzroča opekline.
Vdihavanje
Zelo škodljivo za sluznico in zgornji del dihal.
Ciljni organ
Kri.
Znaki in simptomi izpostavitve
Absorpcija skozi kožo povzroči tvorjenje methemoglobina, ki pri zadostni koncentraciji povzroča cianozo. Znaki se lahko pojavijo, šele po 2-4 urah ali več. Kolikor vemo kemične, fizične in toksikološke lastnosti niso bile še vse raziskane.  Učinki izpostavitve so lahko tudi: opekline, kašelj, sopenje, vnetje grla, plitko dihanje, glavobol, slabost in bruhanje. Snov je izredno nevarna za sluznico in zgornji del dihal, oči in kožo. Vdihavanje lahko povzroča napad kašlja, vnetje bronhijev lahko pa je tudi usodno.